# Georges Bregy
Georges Bregy (* 17. Januar 1958 in Raron, Kanton Wallis) ist ein ehemaliger Schweizer Fussballspieler und -trainer.

## Karriere als Spieler

### Vereine
Bregy begann seine Spielerkarriere 1975 in seinem Geburtsort Raron, wo er beim FC Raron spielte, bevor er 1979 zum FC Sion wechselte. Mit Sion gewann er in den Jahren 1980 und 1982 den Schweizer Cup und wurde in der Saison 1983/84 mit 21 Toren Torschützenkönig der ersten Liga. 1984 wechselte er vom Wallis nach Bern, wo er mit den Young Boys in der Saison 1985/86 Schweizer Meister wurde. Im Jahr nach dem Titel verliess Bregy das Wankdorf wieder und wechselte zurück zum FC Sion. Nach Stationen bei FC Martigny-Sports und FC Lausanne-Sport fand er mit 32 Jahren zu den Young Boys Bern zurück, und aus einer Probezeit wurden schliesslich vier Saisons in Bern. Mit 36 Jahren beendete er im Sommer 1994 seine Karriere als Profifussballer.

### Nationalmannschaft
Bregy absolvierte von 1984 bis 1994 insgesamt 54 Spiele im Schweizer Nationaltrikot und erzielte dabei zwölf Tore.
Bei der Fussball-Weltmeisterschaft 1994 in den USA erzielte der damals bereits 36-jährige Spielmacher im Eröffnungsspiel gegen die Gastgeber mit einem Freistoss das erste WM-Tor für die Schweizer nach 28 Jahren. Das Tor wird als «berühmtestes Tor der Schweizer Fussballgeschichte» bezeichnet. Zuvor war er fünf Jahre lang nicht mehr für die Nationalmannschaft aufgeboten worden, erst Roy Hodgson holte den Oberwalliser für die WM-Qualifikation wieder in die Mannschaft zurück. Am 2. Juli 1994 absolvierte Bregy sein letztes Spiel als Profifussballer, als er im WM-Achtelfinal gegen Spanien in der Startelf stand. Das Spiel ging mit 0:3 verloren, und die Schweiz schied in der Folge aus dem Wettbewerb aus.

## Karriere als Trainer
Nach seinem Rücktritt vom Profifussball amtete der Oberwalliser zunächst für eine Saison als Spielertrainer beim FC Raron. Nach Engagements als Trainer bei Lausanne und dem FC Thun folgte als Höhepunkt der Trainerkarriere der Chef-Posten beim FC Zürich. Nach seiner Entlassung verliess der Inhaber der UEFA-Pro-Lizenz im Jahr 2003 den Spitzenfussball und widmete sich fortan der Tätigkeit als Versicherungsberater. Von 2004 bis 2006 betreute er im Nebenamt den FC Stäfa (2. Liga interregional), bei dem auch sein Sohn Nicolas unter Vertrag stand.

## Erfolge
Mit BSC Young Boys:
- Schweizer Meister: 1986

Mit FC Sion:
- Schweizer Cupsieger: 1980, 1982

Persönliche Erfolge:
- Torschützenkönig der Nationalliga A 1983/84 (21 Tore)[5]